# Érase una vez... los exploradores
Érase una vez... los exploradores (en francés: Il était une fois... les Explorateurs) es una serie de televisión animada francesa de 26 episodios con una duración de unos 25 minutos. Fue creada por Albert Barillé en los estudios Procidis y difundida por la cadena France 3 a partir del 9 de octubre de 1996. Aparece el fascinante mundo de los exploradores explicado por sus protagonistas desde Alejandro Magno, hasta el Capitán Cook o el propio Armstrong.... Cómo eran, cuáles fueron sus rutas y viajes, qué se encontraron... son algunas de las incógnitas que se podrán despejar, explicadas en un lenguaje sencillo por los personajes de la serie: el Maestro, Pedrito, Kira, entre otros. Una serie magnífica para los niños y no tanto, para aprender un poco de historia y geografía, de manera amena y divertida. 

## Episodios
- 1. Los primeros navegantes (Les premiers navigateurs)
- 2. Alejandro Magno (Alexandre le Grand)
- 3. Erik el Rojo (Eric le Rouge et la découverte de l’Amérique)
- 4. Gengis Khan (Gengis Khan)
- 5. Ibn Batuta (Ibn Battûta, sur les traces de Marco Polo)
- 6. Los grandes juncos (Les Grandes Jonques)
- 7. Vasco de Gama (Vasco de Gama)
- 8. Los taxis (Les taxis et la première poste)
- 9. Los Hermanos Pinzón (Les Pinzón, ou la face cachée de Christophe Colomb)
- 10. Américo Vespucio (Amerigo Vespucci et le Nouveau Monde)
- 11. Magallanes y Elcano (Magellan et Elcano - Le premier tour du monde)
- 12. Cabeza de Vaca (Cabeza de Vaca)
- 13. Vitus Bering (Béring)
- 14. Bougainville (Bougainville et le Pacifique)
- 15. Bruce y las fuentes (Bruce et les sources du Nil)
- 16. La Condamine (La Condamine)
- 17. James Cook (James Cook)
- 18. Humboldt (Humboldt)
- 19. Lewis y Clark (Lewis & Clark)
- 20. Stuart y Burke (Stuart & Burke et l’Australie)
- 21. Stanley y Livingstone (Stanley & Livingstone)
- 22. Amundsen (Roald Amundsen et le Pôle Sud)
- 23. Alexandra David-Neel (Alexandra David-Néel et le Tibet)
- 24. Piccard (Piccard: des sommets aux Abysses)
- 25. Hacia las cimas (Vers les cimes)
- 26. Hacia las estrellas (Vers les étoiles)

## Colección
- Érase una vez...
- Érase una vez... el hombre (1978)
- Érase una vez... el espacio (1982)
- Érase una vez... el cuerpo humano (1987)
- Érase una vez... las Américas (1991)
- Érase una vez... los inventores (1994)
- Érase una vez... la ciencia (2000)